# Atelopus balios
Atelopus balios — вид земноводних родини Ропухові (Bufonidae). Отруйна амфібія.

## Поширення
Цей вид відомий тільки у чотирьох населених пунктах на південному заході Еквадору, на висоті 200—460 м над рівнем моря.

## Збереження
Вважається дуже рідкісним видом. Не було жодного запису з квітня 1995 року, незважаючи на неодноразові пошуки.